# 大社文化プレイス
大社文化プレイス（たいしゃぶんかプレイス）は島根県出雲市にある文化施設。

## 概要
複数のホールなどからなる『うらら館』と出雲市立大社図書館『でんでんむし』との複合施設で、旧大社町時代の1997年（平成9年）9月に着工し、1999年（平成11年）7月竣工。同年10月に開館した。2005年（平成17年）に大社町が出雲市と合併したことにより現在は出雲市の施設となっている。

## 施設

### うらら館
600の固定席（一部可動）を持つ多機能ホール「だんだんホール」と最大200席を確保できる円形ホールの「ごえんホール」、演劇などにも使える屋外の「だんだんテラス」に加えて、4つの楽屋と会議室・学習室からなる。指定管理者は財団法人出雲市教育文化振興財団。

### 大社図書館
元々は大社町立図書館として設置された公共図書館で『でんでんむし』の愛称は公募による。出雲市との合併により、出雲市立図書館のひとつとなった。町立時代には教育委員会による管理運営が行なわれていたが、合併後に一旦指定管理者制度を導入。大社まちづくり振興公社による運営が行なわれたが、契約期間満了に伴い2008年（平成20年）4月から再び教育委員会による管理運営となっている。
出雲大社から寄贈された古書など約1,400冊からなる「おおやしろ文庫」や視聴覚資料を含めた蔵書数は
約96,000（平成22年度末時点）。
また、開館にあたって高円宮妃久子殿下から贈られた「でんでんむし」の御画を保有している。

## 休館日
- うらら館
  - 月曜日・年末年始
- 大社図書館
  - 月曜日（祝日の場合直後の平日）・月末（月曜・土日の場合直前の平日）・年末年始